# Almelund, Västerås
Almelund är en  stadsdel i det administrativa bostadsområdet Vetterstorp i Västerås. Området är ett områdescentrum (Oxbacken) och ett bostadsområde som ligger mellan Köpingsvägen och Hammarbygatan.
Området avgränsas i norr av Hammarbygatan, i öster av Stora Gatan, och i väster av Solvägen tillbaka till Hammarbygatan.
Området gränsar i norr med Köpingsvägen till Jakobsberg öster till Västermalm och Vasastaden, i söder till Annedal och i väster till Hammarby stadshage